# Dansen gaar
Dansen gaar er en amerikansk stumfilm fra 1920 af George Fitzmaurice.

## Medvirkende
- Mae Murray som Sonia
- David Powell som Peter Derwynt
- Alma Tell som Lady Tremelyn
- John Miltern som Schuyler Van Vechten
- Robert Schable som Jimmy Sutherland
- Ida Waterman som Countess of Raystone
- Zolya Talma som Fay Desmond
- James A. Furey
- Peter Raymond